# Seznam ministrů vnitra Spojeného království
Seznam ministrů vnitra Spojeného království představuje chronologický přehled osob působících v tomto úřadu. Jedná se o jeden ze čtyř nejvýše postavených úřadů britské vlády sdružených v Great Offices of State, spolu s premiérem, ministrem financí a ministrem zahraničí.

## Seznam ministrů vnitra
| Portrét | Portrét                          | Osoba (životní data)                                          | Ve funkci          | Ve funkci          | Strana                   | Strana |
| Portrét | Portrét                          | Osoba (životní data)                                          | Od                 | Do                 | Strana                   | Strana |
| ------- | -------------------------------- | ------------------------------------------------------------- | ------------------ | ------------------ | ------------------------ | ------ |
|         |                                  | William Petty, 2. hrabě ze Shelburne (1737–1805)              | 27. března 1782    | 10. července 1782  | Whigové                  |        |
|         |                                  | Thomas Townshend, 1. baron Sydney (1733–1800)                 | 10. července 1782  | 2. dubna 1783      | Whigové                  |        |
|         |                                  | Frederick North, Lord North (1733–1792)                       | 2. dubna 1783      | 19. prosince 1783  | Toryové                  |        |
|         |                                  | George Grenville, 3. hrabě Temple (1753–1813)                 | 19. prosince 1783  | 23. prosince 1783  | Toryové                  |        |
|         |                                  | Thomas Townshend, 1. baron Sydney (1733–1800)                 | 23. prosince 1783  | 5. června 1789     | Whigové                  |        |
|         |                                  | William Wyndham Grenville, 1. baron Grenville (1759–1834)     | 5. června 1789     | 8. června 1791     | Toryové                  |        |
|         |                                  | Henry Dundas (1742–1811)                                      | 8. června 1791     | 11. července 1794  | Toryové                  |        |
|         |                                  | William Cavendish-Bentinck, 3. vévoda z Portlandu (1738–1809) | 11. července 1794  | 30. července 1801  | Toryové                  |        |
|         |                                  | Thomas Pelham, 4. baron Pelham ze Stanmeru (1756–1826)        | 30. července 1801  | 17. srpna 1803     | Whigové                  |        |
|         |                                  | Charles Philip Yorke (1764–1834)                              | 17. srpna 1803     | 12. května 1804    | Toryové                  |        |
|         |                                  | Robert Jenkinson, 2. baron z Hawkesbury (1770–1828)           | 12. května 1804    | 5. února 1806      | Toryové                  |        |
|         |                                  | George John Spencer, 2. hrabě Spencer (1758–1834)             | 5. února 1806      | 25. března 1807    | Whigové                  |        |
|         |                                  | Robert Jenkinson, 2. hrabě z Liverpoolu (1770–1828)           | 25. března 1807    | 1. listopadu 1809  | Toryové                  |        |
|         |                                  | Richard Ryder (1766–1832)                                     | 1. listopadu 1809  | 8. června 1812     | Toryové                  |        |
|         |                                  | Henry Addington, 1. vikomt Sidmouth (1757–1844)               | 11. června 1812    | 17. ledna 1822     | Toryové                  |        |
|         |                                  | Robert Peel (1788–1850)                                       | 17. ledna 1822     | 10. dubna 1827     | Toryové                  |        |
|         |                                  | William Sturges Bourne (1769–1845)                            | 30. dubna 1827     | 16. července 1827  | Toryové                  |        |
|         |                                  | Henry Petty-Fitzmaurice, 3. markýz z Lansdowne (1780–1863)    | 16. července 1827  | 22. ledna 1828     | Whigové                  |        |
|         |                                  | Sir Robert Peel (1788–1850)                                   | 26. ledna 1828     | 22. listopadu 1830 | Toryové                  |        |
|         |                                  | William Lamb, 2. vikomt Melbourne (1779–1848)                 | 22. listopadu 1830 | 16. července 1834  | Whigové                  |        |
|         |                                  | John Ponsonby, vikomt Duncannon (1781–1847)                   | 19. července 1834  | 15. listopadu 1834 | Whigové                  |        |
|         |                                  | Arthur Wellesley, 1. vévoda z Wellingtonu (1769–1852)         | 15. listopadu 1834 | 15. prosince 1834  | Toryové                  |        |
|         |                                  | Henry Goulburn (1784–1856)                                    | 15. prosince 1834  | 18. dubna 1835     | Konzervativní strana     |        |
|         |                                  | Lord John Russell (1792–1878)                                 | 18. dubna 1835     | 30. srpna 1839     | Whigové                  |        |
|         |                                  | Constantine Phipps, 1. markýz z Normanby (1797–1863)          | 30. srpna 1839     | 30. srpna 1841     | Whigové                  |        |
|         |                                  | Sir James Graham (1792–1861)                                  | 6. září 1841       | 30. června 1846    | Konzervativní strana     |        |
|         |                                  | Sir George Grey (1799–1882)                                   | 8. července 1846   | 23. února 1852     | Whigové                  |        |
|         |                                  | Spencer Horatio Walpole (1806–1898)                           | 27. února 1852     | 19. prosince 1852  | Konzervativní strana     |        |
|         |                                  | Henry Temple, 3. vikomt Palmerston (1784–1865)                | 28. prosince 1852  | 6. února 1855      | Whigové                  |        |
|         |                                  | Sir George Grey (1799–1882)                                   | 8. února 1855      | 26. února 1858     | Whigové                  |        |
|         |                                  | Spencer Horatio Walpole (1806–1898)                           | 26. února 1858     | 3. března 1859     | Konzervativní strana     |        |
|         |                                  | Thomas Sotheron-Escourt (1801–1876)                           | 3. března 1859     | 18. června 1859    | Konzervativní strana     |        |
|         |                                  | Sir George Cornewall Lewis (1806–1863)                        | 18. června 1859    | 25. července 1861  | Liberální strana         |        |
|         |                                  | Sir George Grey (1799–1882)                                   | 25. července 1861  | 28. června 1866    | Liberální strana         |        |
|         |                                  | Spencer Horatio Walpole (1806–1898)                           | 6. července 1866   | 17. května 1867    | Konzervativní strana     |        |
|         |                                  | Gathorne Gathorne-Hardy (1814–1906)                           | 17. května 1867    | 3. prosince 1868   | Konzervativní strana     |        |
|         |                                  | Henry Bruce (1815–1895)                                       | 9. prosince 1868   | 9. srpna 1873      | Liberální strana         |        |
|         |                                  | Robert Lowe (1811–1892)                                       | 9. srpna 1873      | 20. února 1874     | Liberální strana         |        |
|         |                                  | Richard Assheton Cross (1823–1914)                            | 21. února 1874     | 23. dubna 1880     | Konzervativní strana     |        |
|         |                                  | Sir William Harcourt (1827–1904)                              | 28. dubna 1880     | 23. června 1885    | Liberální strana         |        |
|         |                                  | Richard Assheton Cross (1823–1914)                            | 24. června 1885    | 1. února 1886      | Konzervativní strana     |        |
|         |                                  | Hugh Childers (1827–1896)                                     | 6. února 1886      | 25. července 1886  | Liberální strana         |        |
|         |                                  | Henry Matthews (1826–1913)                                    | 3. srpna 1886      | 15. srpna 1892     | Konzervativní strana     |        |
|         |                                  | Herbert Henry Asquith (1852–1928)                             | 18. srpna 1892     | 25. června 1895    | Liberální strana         |        |
|         |                                  | Sir Matthew White Ridley (1842–1904)                          | 29. června 1895    | 12. listopadu 1900 | Konzervativní strana     |        |
|         |                                  | Charles Thomson Ritchie (1838–1906)                           | 12. listopadu 1900 | 11. srpna 1902     | Konzervativní strana     |        |
|         |                                  | Aretas Akers-Douglas (1851–1926)                              | 11. srpna 1902     | 5. prosince 1905   | Konzervativní strana     |        |
|         |                                  | Herbert Gladstone (1854–1930)                                 | 11. prosince 1905  | 19. února 1910     | Liberální strana         |        |
|         |                                  | Winston Churchill (1874–1965)                                 | 19. února 1910     | 24. října 1911     | Liberální strana         |        |
|         |                                  | Reginald McKenna (1863–1943)                                  | 24. října 1911     | 27. květen 1915    | Liberální strana         |        |
|         |                                  | Sir John Simon (1873–1954)                                    | 27. května 1915    | 12. ledna 1916     | Liberální strana         |        |
|         |                                  | Herbert Samuel (1870–1963)                                    | 12. ledna 1916     | 7. prosince 1916   | Liberální strana         |        |
|         |                                  | George Cave, 1. vikomt Cave (1856–1928)                       | 11. prosince 1916  | 14. ledna 1919     | Konzervativní strana     |        |
|         |                                  | Edward Shortt (1862–1935)                                     | 14. ledna 1919     | 23. říjen 1922     | Liberální strana         |        |
|         |                                  | William Bridgeman (1864–1935)                                 | 25. října 1922     | 22. ledna 1924     | Konzervativní strana     |        |
|         |                                  | Arthur Henderson (1863–1935)                                  | 23. ledna 1924     | 4. listopadu 1924  | Labouristická strana     |        |
|         |                                  | Sir William Joynson-Hicks (1865–1932)                         | 7. listopadu 1924  | 5. června 1929     | Konzervativní strana     |        |
|         |                                  | John Robert Clynes (1869–1949)                                | 8. června 1929     | 26. srpna 1931     | Labouristická strana     |        |
|         |                                  | Herbert Samuel (1870–1963)                                    | 26. srpna 1931     | 1. října 1932      | Liberální strana         |        |
|         |                                  | Sir John Gilmour (1876–1940)                                  | 1. října 1932      | 7. června 1935     | Konzervativní strana     |        |
|         |                                  | Sir John Simon (1873–1954)                                    | 7. června 1935     | 28. května 1937    | Liberální národní strana |        |
|         |                                  | Sir Samuel Hoare (1880–1959)                                  | 28. května 1937    | 3. září 1939       | Konzervativní strana     |        |
|         |                                  | Sir John Anderson (1882–1958)                                 | 4. září 1939       | 4. října 1940      | nezávislý                |        |
|         | Soubor:Herbert Morrison 1947.jpg | Herbert Morrison (1888–1965)                                  | 4. října 1940      | 23. května 1945    | Labouristická strana     |        |
|         |                                  | Sir Donald Somervell (1889–1960)                              | 25. května 1945    | 26. července 1945  | Konzervativní strana     |        |
|         |                                  | James Chuter Ede (1882–1965)                                  | 3. srpna 1945      | 26. října 1951     | Labouristická strana     |        |
|         |                                  | Sir David Maxwell Fyfe (1900–1967)                            | 27. října 1951     | 19. října 1954     | Konzervativní strana     |        |
|         |                                  | Gwilym Lloyd George (1894–1967)                               | 19. října 1954     | 14. ledna 1957     | Národně liberální strana |        |
|         |                                  | Richard Austen Butler (1900–1982)                             | 14. ledna 1957     | 13. červenec 1962  | Konzervativní strana     |        |
|         |                                  | Henry Brooke (1903–1984)                                      | 14. července 1962  | 16. října 1964     | Konzervativní strana     |        |
|         |                                  | Sir Frank Soskice (1902–1979)                                 | 18. října 1964     | 23. prosince 1965  | Labouristická strana     |        |
|         |                                  | Roy Jenkins (1920–2003)                                       | 23. prosince 1965  | 30. listopadu 1967 | Labouristická strana     |        |
|         |                                  | James Callaghan (1912–2005)                                   | 30. listopadu 1967 | 19. června 1970    | Labouristická strana     |        |
|         |                                  | Reginald Maudling (1917–1979)                                 | 20. června 1970    | 18. července 1972  | Konzervativní strana     |        |
|         |                                  | Robert Carr (1916–2012)                                       | 18. července 1972  | 4. března 1974     | Konzervativní strana     |        |
|         |                                  | Roy Jenkins (1920–2003)                                       | 5. března 1974     | 10. září 1976      | Labouristická strana     |        |
|         |                                  | Merlyn Rees (1920–2006)                                       | 10. září 1976      | 4. května 1979     | Labouristická strana     |        |
|         |                                  | William Whitelaw (1918–1999)                                  | 4. května 1979     | 11. června 1983    | Konzervativní strana     |        |
|         |                                  | Leon Brittan (1939–2015)                                      | 11. června 1983    | 2. září 1985       | Konzervativní strana     |        |
|         |                                  | Douglas Hurd ( * 1930)                                        | 2. září 1985       | 26. října 1989     | Konzervativní strana     |        |
|         |                                  | David Waddington (1929–2017)                                  | 26. října 1989     | 28. listopadu 1990 | Konzervativní strana     |        |
|         |                                  | Kenneth Baker (* 1934)                                        | 28. listopadu 1990 | 10. dubna 1992     | Konzervativní strana     |        |
|         |                                  | Kenneth Clarke (* 1940)                                       | 10. dubna 1992     | 27. května 1993    | Konzervativní strana     |        |
|         |                                  | Michael Howard (* 1941)                                       | 27. května 1993    | 2. května 1997     | Konzervativní strana     |        |
|         |                                  | Jack Straw (* 1946)                                           | 2. května 1997     | 8. června 2001     | Labouristická strana     |        |
|         |                                  | David Blunkett (* 1947)                                       | 8. června 2001     | 15. prosince 2004  | Labouristická strana     |        |
|         |                                  | Charles Clarke (* 1950)                                       | 15. prosince 2004  | 5. května 2006     | Labouristická strana     |        |
|         |                                  | John Reid (* 1947)                                            | 5. května 2006     | 28. června 2007    | Labouristická strana     |        |
|         |                                  | Jacqui Smithová (* 1962)                                      | 28. června 2007    | 5. června 2009     | Labouristická strana     |        |
|         |                                  | Alan Johnson (* 1950)                                         | 5. června 2009     | 11. května 2010    | Labouristická strana     |        |
|         |                                  | Theresa Mayová (* 1956)                                       | 12. května 2010    | 13. července 2016  | Konzervativní strana     |        |
|         |                                  | Amber Ruddová (* 1963)                                        | 13. července 2016  | 29. dubna 2018     | Konzervativní strana     |        |
|         |                                  | Sajid Javid (* 1969)                                          | 30. dubna 2018     | 24. července 2019  | Konzervativní strana     |        |
|         |                                  | Priti Patelová (* 1972)                                       | 24. července 2019  | 6. září 2022       | Konzervativní strana     |        |
|         |                                  | Suella Bravermanová (* 1980)                                  | 6. září 2022       | 19. října 2022     | Konzervativní strana     |        |
|         |                                  | Grant Shapps (* 1968)                                         | 19. října 2022     | 25. října 2022     | Konzervativní strana     |        |
|         |                                  | Suella Bravermanová (* 1980)                                  | 25. října 2022     | 13. listopadu 2023 | Konzervativní strana     |        |
|         |                                  | James Cleverly (* 1969)                                       | 13. listopadu 2023 | 5. července 2024   | Konzervativní strana     |        |
|         |                                  | Yvette Cooperová (* 1969)                                     | 5. července 2024   | úřadující          | Labouristická strana     |        |